# Victoria Horne
Victoria Horne (* 1. November 1911 in New York City; † 10. Oktober 2003 in Beverly Hills, Kalifornien) war eine US-amerikanische Schauspielerin.

## Leben
Victoria Horne wurde in New York City geboren, wuchs allerdings in New Jersey auf dem Land auf. Zu ihren Leidenschaften gehörte das Reiten. Sie studierte Schauspielerei an der American Academy of Dramatic Arts und war ein Jahr lang in England auf den Shakespeare-Bühnen in Stratford-upon-Avon zu sehen. In ihrer späteren Hollywood-Karriere verkörperte sie womöglich auch deshalb gelegentlich Engländerinnen, da sie die englische Sprechweise beherrschte. Zurück in New York spielte die großgewachsene Blondine in den 1930er-Jahren in einer Reihe von Inszenierungen, unter anderem mit zwei Produktionen am Broadway.
Ihr Filmdebüt gab sie 1944 im Film noir Zeuge gesucht in der Nebenrolle einer Hutmacherin. Danach verkörperte die Charakterdarstellerin unterschiedliche Figuren wie Dienstmädchen, Krankenschwestern oder Sekretärinnen, mitunter auch komisch oder zänkisch angelegte Nebenfiguren. Einen größeren Part übernahm sie 1945 in dem Serial Secret Agent X-9 als feindliche japanische Spionin. Ihren wohl bekanntesten Filmauftritt hatte Horne als James Stewarts intrigante Nichte Myrtle Mae in dem Komödienklassiker Mein Freund Harvey (1950). Für etwa die Hälfte ihrer mitunter sehr kleinen Filmauftritte fand sie keine Nennung im Abspann. 1953 verabschiedete sich Horne von der Filmschauspielerei, nur in dem Western Heiße Grenze kehrte sie 1959 noch einmal in einer kleinen Rolle kurz vor die Kamera zurück. Insgesamt umfasst ihr filmisches Schaffen rund 50 Filme.
Victoria Horne war von 1950 bis zu dessen Tod 1978 mit dem prominenten Schauspieler und Komiker Jack Oakie verheiratet. Sie lebten auf "Oakridge", ihrem riesigen Anwesen in Northridge. Nach dem Tod ihres Ehemannes verwaltete sie dessen Nachlass und vergab Schauspielstipendien mit Oakies Namen. 2001 veröffentlichte sie die Biographie Life with Jack Oakie: Anecdotes. Bei Victoria Horne handelt es sich nicht, wie häufig fälschlicherweise behauptet wurde, um die Tochter des Regisseurs James W. Horne (1881–1942), welchen sie nach eigenen Angaben auch nie getroffen hat. Victoria Horne verstarb 2003 im Alter von 91 Jahren eines natürlichen Todes.

## Filmografie (Auswahl)
- 1944: Zeuge gesucht (Phantom Lady)
- 1944: Die Kralle (The Scarlet Claw)
- 1945: Der Tod wohnt nebenan (The Unseen)
- 1945: Eine Frau mit Unternehmungsgeist (Roughly Speaking)
- 1946: Mutterherz (To Each His Own)
- 1946: Der Bandit von Sacramento (In Old Sacramento)
- 1946: Blau ist der Himmel (Blues Skies)
- 1947: Die widerspenstige Gattin (Suddenly It’s Spring)
- 1947: Ein Gespenst auf Freiersfüßen (The Ghost and Mrs. Muir)
- 1947: Amber, die große Kurtisane (Forever Amber)
- 1947: Daisy Kenyon
- 1948: Ein Mann für Millie (The Mating of Millie)
- 1948: Ein Pferd namens October (The Return of October)
- 1948: Die Schlangengrube (The Snake Pit)
- 1950: Die Männer (The Men)
- 1950: Mein Freund Harvey (Harvey)
- 1951: Auf Bewährung freigelassen (The Company She Keeps)
- 1952: Skandalblatt (Scandal Sheet)
- 1952: Casanova wider Willen (Dreamboat)
- 1953: Gardenia – Eine Frau will vergessen (The Blue Gardenia)
- 1953: Ein Mann ohne Bedeutung (Affair with a Stranger)
- 1959: Heiße Grenze (The Wonderful Country)